# Collection philatélique royale

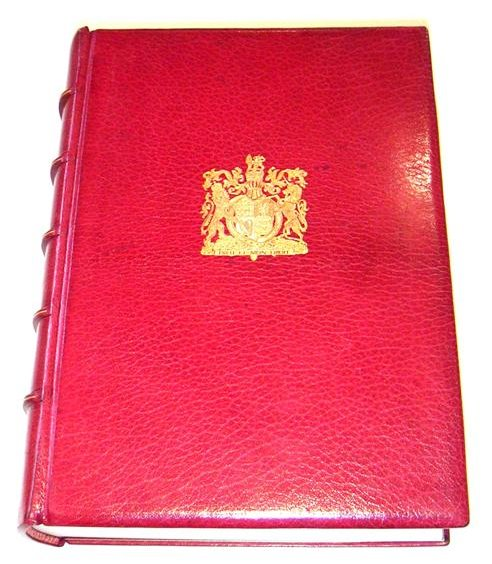
Index de la collection.

La Collection philatélique royale est la collection de timbres-poste de la famille royale britannique. C'est une des collections les plus complètes sur l'histoire philatélique du Royaume-Uni et du Commonwealth, avec plusieurs pièces uniques.

## Historique
Des membres de la famille royale britannique sont connus pour avoir collectionné des timbres dès 1864. Le premier collectionneur sérieux est le prince Alfred, duc d'Édimbourg, élu président honoraire de la Royal Philatelic Society London en 1890. Il vend sa collection à son frère aîné, le prince de Galles, futur roi Édouard VII, qui l'offre à son fils, le futur George V.
George V est l'un des plus célèbres philatélistes de son temps. En 1893, alors qu'il est duc d'York, il est élu vice-président de ce qui va devenir la Royal Philatelic Society London, puis en est le président de 1896 à 1910. Lors de son mariage avec Mary de Teck, les membres de la société lui offrent en cadeau de mariage un album d'environ 1 500 timbres-poste.

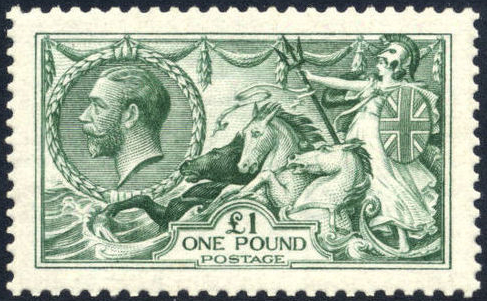
George V Seahorses, timbre de 1 £ de 1913. George V prend personnellement part à l'élaboration du dessin réalisé par le sculpteur australien Edgar Bertram Mackennal (1863-1931).

C'est George V qui accroît considérablement la collection avec des pièces rares et coûteuses. Jamais vu à l'époque, il achète en 1904 pour 1 450 livres sterling un exemplaire du 2 pence bleu de Maurice. Un marchand lui demande si le prince a vu ce « maudit fou qui a payé plus de 1 400 livres pour un timbre », ce à quoi George répond : « Oui. Je suis ce maudit fou ».
La collection de George V est rangée dans 328 « classeurs rouges » d'environ 60 pages chacun. Les acquisitions suivantes se trouvent dans les « classeurs bleus » pour les acquisitions du règne de George VI et les « classeurs verts » pour celles du règne d'Élisabeth II. 
La collection est conservée au palais de Buckingham jusqu'à son déménagement au palais Saint James au début des années 2000,.
Des pièces de la collection sont présentées régulièrement au public par la Royal Philatelic Society London ou sont prêtées pour des expositions philatéliques internationales.

## Conservateurs
Dès les années 1890, sur les conseils de son oncle, le prince George engage un conseiller pour gérer sa collection. Au fur et à mesure des règnes successifs et de l'intérêt porté à la philatélie par chacun des souverains, la charge de ces gardiens évolue.
Ils sont six à avoir exercé cette responsabilité :
- John Alexander Tilleard, de 1893 à sa mort en 1913, obtient le titre de « Philatelist to the King » (« philatéliste auprès du roi ») après l'avènement de George V ;
- Edward Denny Bacon est le conservateur (curator) de la collection jusqu'en 1938, et abandonne la charge pour des raisons de santé faiblissante ;
- John Wilson, alors président de la Royal Philatelic Society London, succède à Bacon en 1938 avec le titre de « gardien » (keeper) et sert jusqu'en 1969, étant à l'origine de la conservation dans des classeurs de couleur par règne, afin de conserver l'organisation des collections de Bacon, et des premiers prêts de pièces pour des expositions après la Seconde Guerre mondiale ;
- John Marriott de 1969 à 1995 ;
- Charles Wyndham Goodwyn de 1995 à décembre 2002[5] ;
- Michael Sefi, depuis le 1er janvier 2003[6],[7] jusqu'en 2018.

Il n'y a plus de gardien officiel depuis 2019, date à laquelle la collection est rapatriée au palais de Buckingham.

#### Ouvrages sur la Collection
- John Wilson, The Royal Philatelic Collection, 1952. L'ouvrage est composé de l'histoire de la collection et du catalogue des classeurs rouges, avec reproduction en couleurs de certaines pièces.
- Nicholas Courtney, The Queen’s Stamps. The Authorized History of the Royal Philatelic Collection, éd. Methuen, 2004,  (ISBN 978-0413772282).

#### Articles
- Larry Rosenblum, « In the Spotlight », entretien avec Michael Sefi, publié dans The Chronicle, journal du Great Britain Collectors Club, janvier 2005 ; reproduit sur le site internet du GBCC, lien, 28 mai 2005, page consultée le 19 août 2007.